# Astamurti

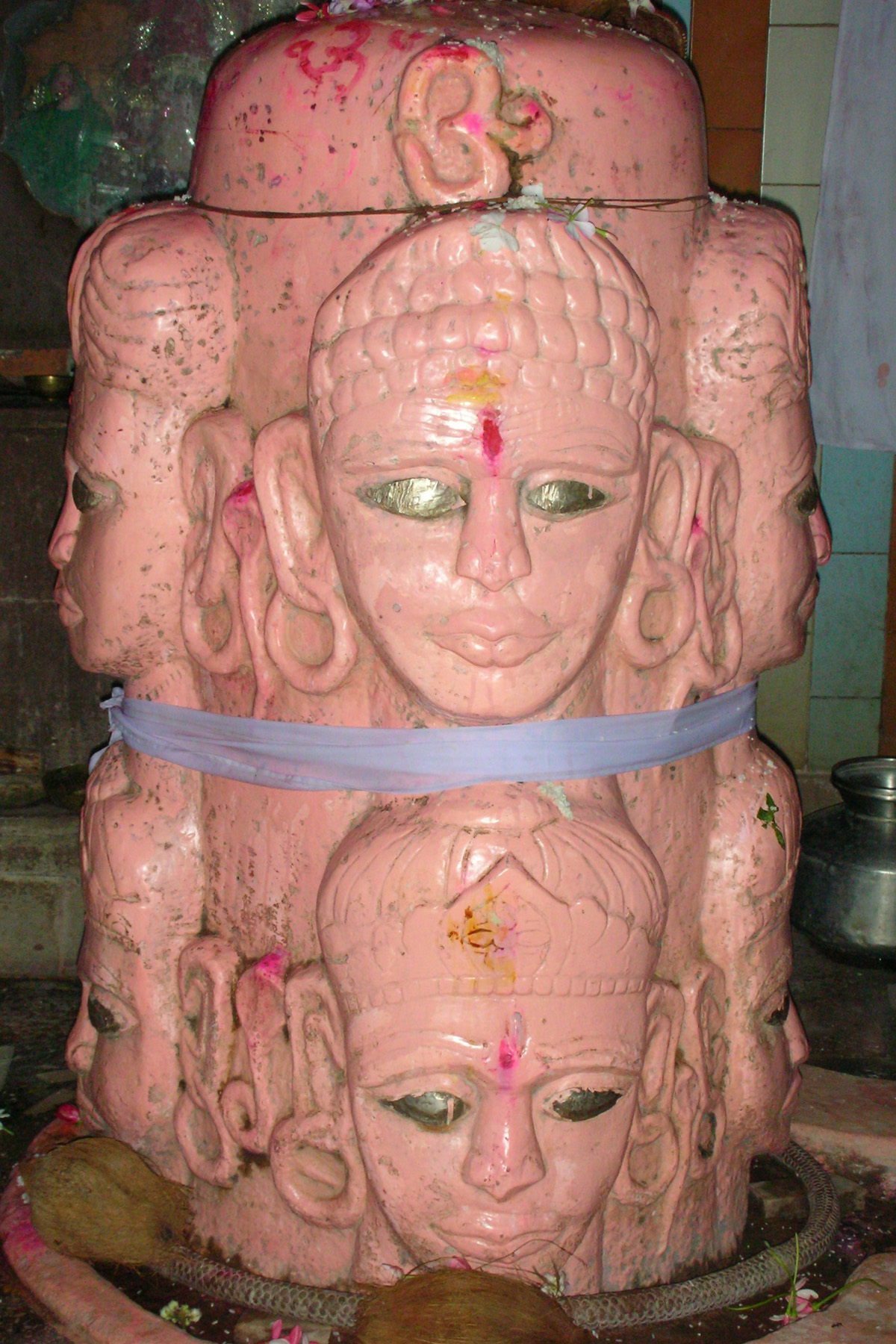
Astamukhi shiva linga (falo del dios Shivá con ocho caras) en un templo en Kharod.

Asta Murti o Asta Murti Dhara es un avatar (encarnación) del dios hinduista Shivá.

## Nombre
- aṣṭamūrti, en el sistema AITS (alfabeto internacional para la transliteración del sánscrito).
- अष्टमूर्ति, en escritura devanagari del sánscrito.
- Pronunciación: /áshta múrti/.[1]
- Etimología: ‘que tiene ocho formas’[1]
  - ashta: ocho
  - murti: forma.

### Otros nombres
- Asta-murti-dhara (que posee ocho formas), siendo dhara: ‘sostener’.
- Asta-mukhi (ocho caras), siendo mukha: ‘cara’.

## Descripción
Según el texto 3.1939 del Majábharata (texto épico-religioso del siglo III a. C.) y el Raghú-vamsa, Astamurti está formado por los cinco elementos (tierra, agua, fuego, aire y éter), la mente, el ego y prákriti (materia).
De acuerdo con la introducción del Shakuntalá, está formado por los cinco elementos, el Sol, la Luna y el sacerdote sacrificador.
En el Rig-veda (el texto más antiguo de la India, de mediados del II milenio a. C.), el dios aullador Rudra tiene varios atributos y nombres, entre los cuales ocho son importantes para la tradición shivaísta.

## Rudra se convierte en Shiva
La identificación de Rudra con Shivá apareció por primera vez en la Suetasvatara-upanisad y en el Taitiríia-samjita (parte postrera del Iáyur-veda; en la verso 4.5.1, de la sección Shata Rudriya [los cien Rudras]).
El Vayasaneia-samjita (3.63) también iguala a Shiva con Rudra, declarando «tam shiva namasi», que significa ‘ante ese Shivá me inclino’.

## Varios nombres
El Satápata-bráhmana menciona que Rudra tiene varios nombres como Bhava, Majadeva, Sarva, Pashupati, Ugrá e Ishana.
El antiguo lingüista y gramático sánscrito Panini en su obra magna Astadiai (1.49, 3.53, 4.100, 5.3.99) también establece que Rudra se llama indistintamente como Mrida, Bhava, Sarva, Grisha, Majadev y Triambaka.
El gramático Patanyali (distinto del creador del yoga) en el Maja-bhashia (siglo II a. C.), también menciona varios íconos de Shivá.
En él era puránica, Rudra ya estaba completamente fusionado con Shivá y se unió a la tríada Trímurti (Brahmá: creador, Visnú: mantenedor, y Shivá: destructor).